# 奇内奇塔

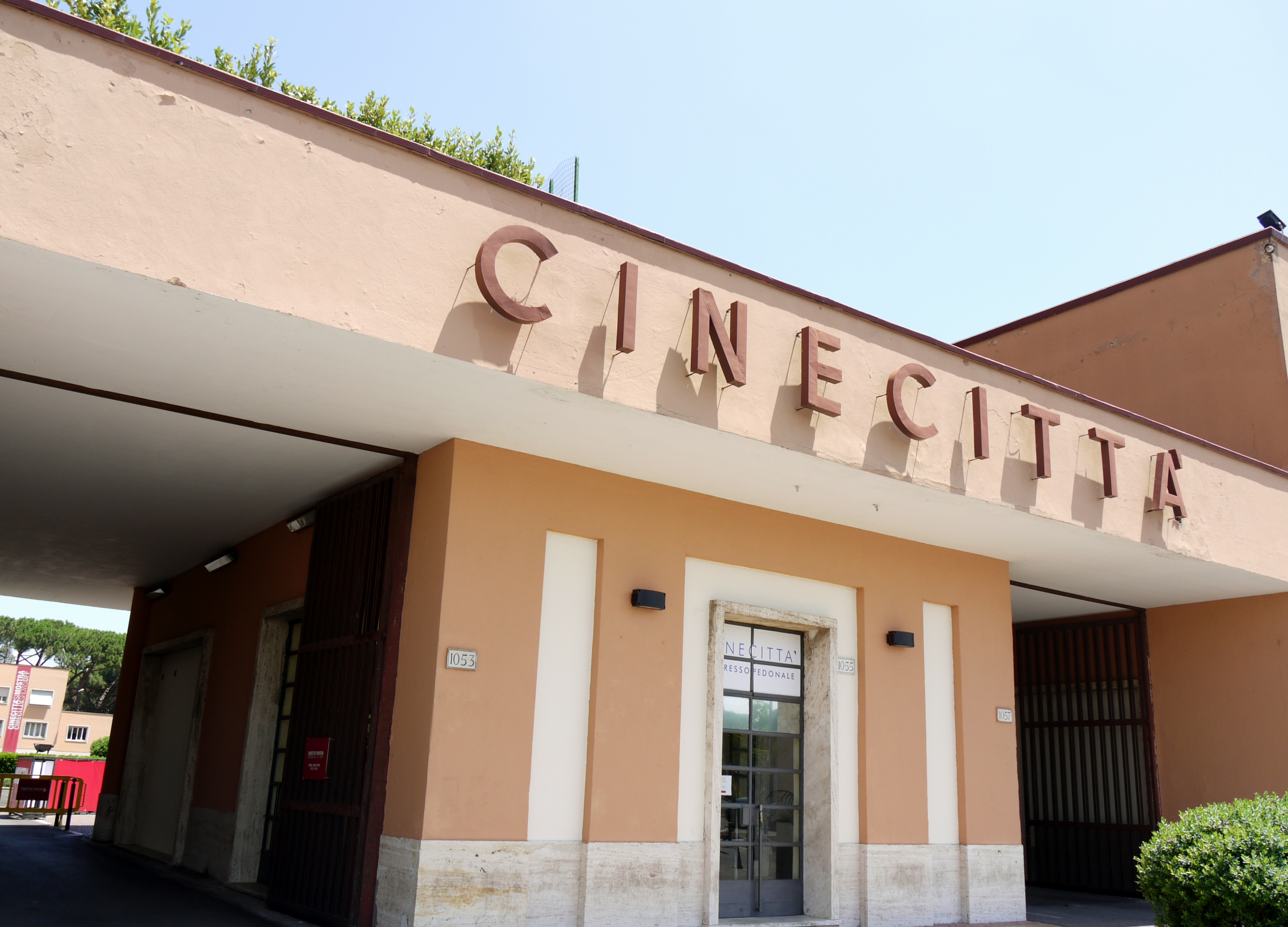
奇內奇塔製片廠入口

奇內奇塔製片廠（義大利語：Studi di Cinecittà，發音：[ˌtʃinetʃitˈta]；“Cinecittà”意为“电影城”）是義大利羅馬的一座大型電影製片廠，面積達400,000平方米（99英畝），被認為是意大利電影的中心。這一製片廠作為恢復意大利電影產業計劃的一部分而修建於法西斯政權時期。
費德里柯·費里尼、羅伯托·羅塞里尼、盧奇諾·維斯孔蒂、塞吉歐·李昂尼、柏納多·貝托魯奇、弗朗西斯·科波拉、马丁·斯科塞斯、梅尔·吉布森等知名電影人都曾在奇內奇塔工作，有超過3,000部電影在這裡拍攝，其中有90部獲得奧斯卡獎提名、47部獲獎。1950年代，眾多在奇內奇塔製作的國際影片令這裡有「台伯河畔的好萊塢」之稱。

## 歷史

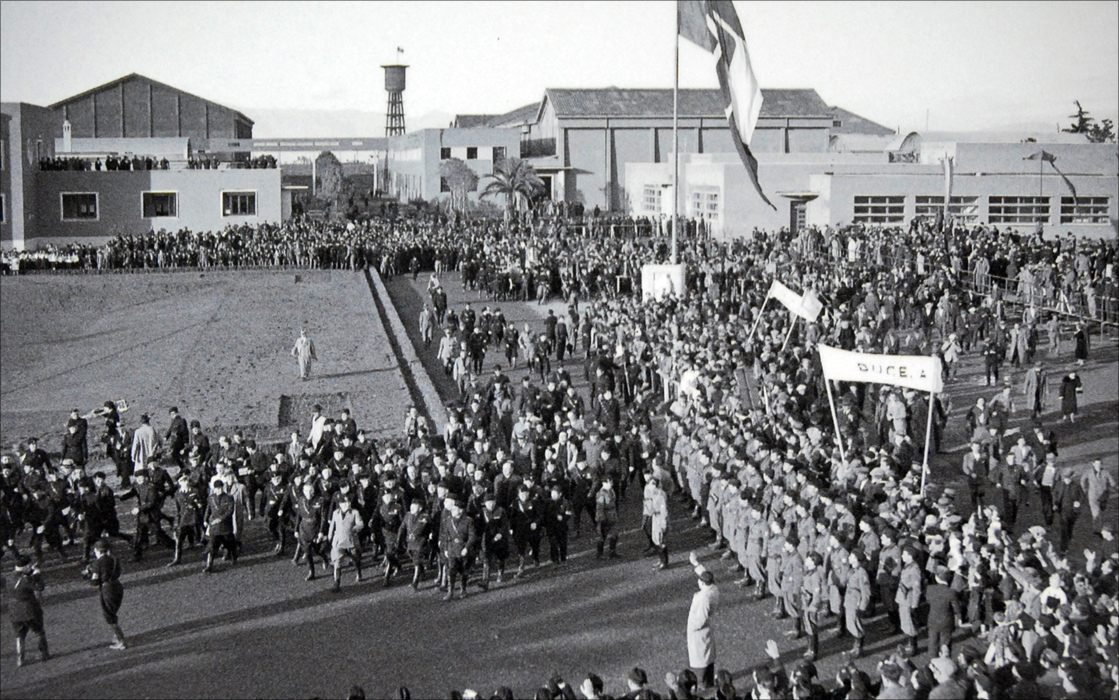
1937年電影城成立時的樣子

電影城設立於1937年，由貝尼托·墨索里尼、他的兒子維托里奧和政權的電影部門負責人路易吉·弗雷蒂在「電影是最有力的武器」（義大利語：Il cinema è l'arma più forte）的口號下設立。設立影城的目的不僅是為了宣傳，亦是為了恢復義大利在1931年陷入谷底的電影產業。墨索里尼本人在1937年4月21日為電影城揭幕。後期製作部分社攝影棚修建於初期。初期作品如《征服非洲的大西庇阿：漢尼拔之敗》（1937年）和《鐵王冠》（1941年）展示了影城的技術進步。有多大七千人參與了電影中戰爭場景的拍攝，再現了札馬戰役。
在二戰中對羅馬的轟炸時，同盟國轟炸了電影城。戰後的1945年至1947年，奇內奇塔曾用被作為難民營使用。估計有3,000名難民曾住在那裡，分為兩個難民營：一個是義大利人難民營，收容來自利比亞和達爾馬提亞的難民；另一個是國際難民營，收容來自南斯拉夫、波蘭、埃及、伊朗和中國的難民。
在戰後重建期之後，電影城再次被用作後期製作設施。1950年代時，奇內奇塔被稱為「台伯河畔的好萊塢」，拍攝了眾多美國電影，包括《羅馬假期》（1953年）、《戰勝惡魔》（1953年）、《赤足天使》（1954年）、《賓漢》（1959年），以及一些由萊克斯·巴克出演的低成本動作片。巴克也出演了費德里柯·費里尼的《甜蜜的生活》（1960年）。電影城長期和費里尼有密切關係。
在經過一段瀕臨破產的時期後，義大利政府在1997年將奇內奇塔民營化，出售了80%的股份。2007年8月9日，一場大火燒毀了奇內奇塔約3,000平方米的區域。曾用來拍攝《賓漢》等經典影片的攝影棚並未受損，但HBO/BBC電視劇《羅馬的榮耀》的大部分場景被毀。2012年7月，另一處大火燒毀了5號劇院。這裡是費里尼拍攝《甜蜜的生活》和《愛情神話》時使用過的大型片場。
1990年代之後，在這裡拍攝的電影包括安東尼·明格拉的《英倫情人》（1996年）、马丁·斯科塞斯的《紐約黑幫》（2002年）、韦斯·安德森的《水中生活》（2004年）和梅尔·吉布森的《耶穌受難記》（2004年）。

## 著名電視節目

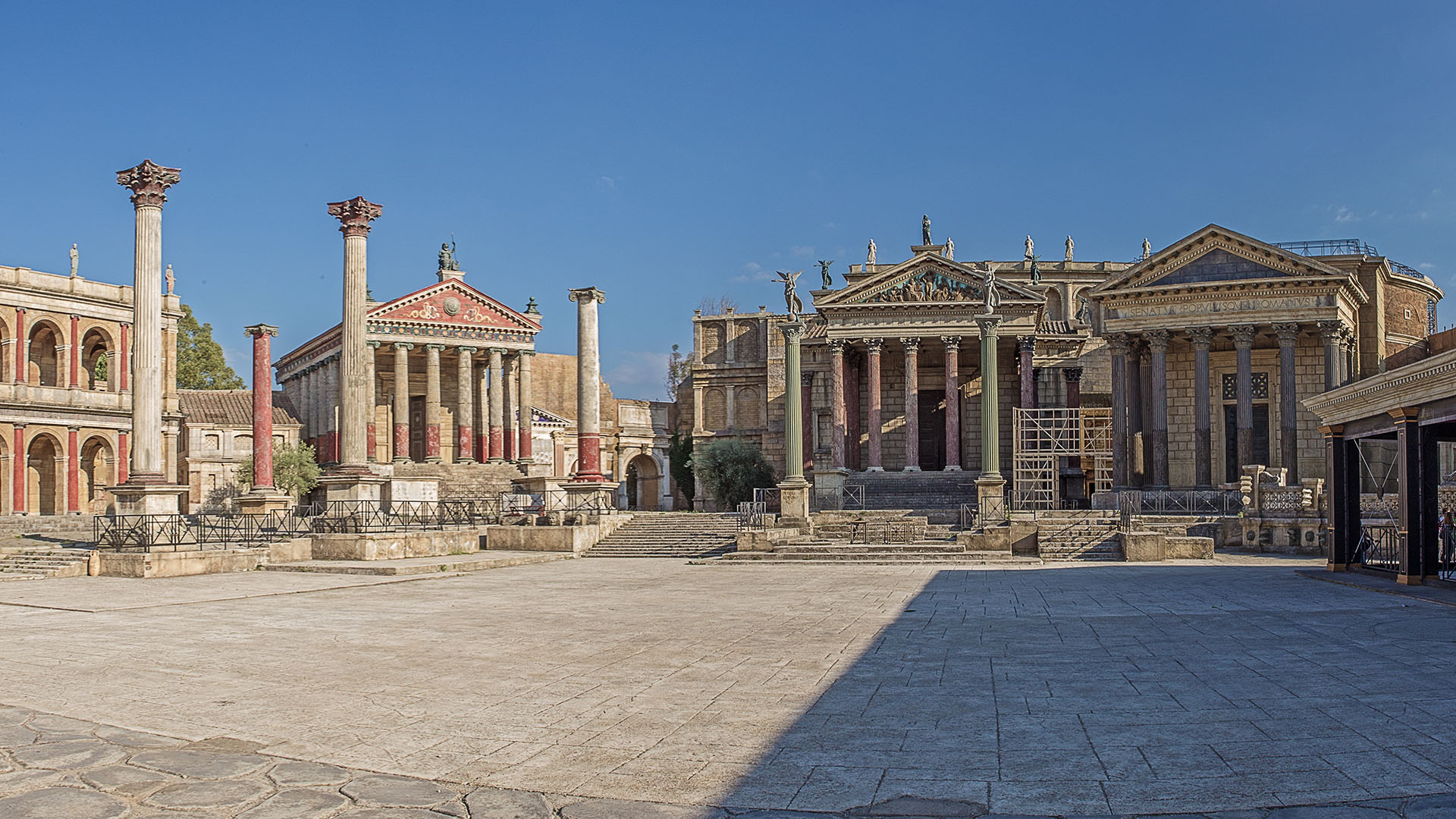
《羅馬的榮耀》片場

奇內奇塔亦被用作製造電視節目。如義大利版《名人老大哥》就在奇內奇塔拍攝。1991年1991年歐洲歌唱大賽亦在奇內奇塔舉辦。2004年至2007，BBC/HBO電視劇《羅馬的榮耀》以在這裡拍攝。
保羅·索倫提諾的《年輕教宗》和《新教宗》則是最近在奇內奇塔拍攝的電視劇。其幾乎全部場景都在這裡拍攝，包括重建西斯汀小堂和聖伯多祿大殿的內部裝飾。2019年電影《教宗的承繼》亦有部分場景在奇內奇塔拍攝，並用到了再現的西斯汀小堂。

## 奇內奇塔世界
2009年，奇內奇塔宣布計劃修建一個主題公園。以電影為主題的遊樂園奇內奇塔世界開業於2014年7月。主題公園耗資2.5億歐元，位於奇內奇塔西南約25公里處，修建在迪諾·德·勞倫提斯在1960年代創立的一個片場舊址上。
奇內奇塔世界由曾經三次獲得奧斯卡獎的丹特·法拉提設計。遊客在進入入口後會看到1914年默片《卡比利亞》的場景。遊樂園還再現了1920年代的曼哈頓。
奇內奇塔世界預計每年會有150萬名遊客。遊樂園的擴張計劃包括了一個自然健康中心。

## 外部連結
- 官方网站
- History of Cinecittà （页面存档备份，存于）
- RAI International:Cinecittà
- Documents Cinecitta'  （页面存档备份，存于）

41°51′7″N 12°34′38″E / 41.85194°N 12.57722°E